# Go Home (canción de Stevie Wonder)
«Go Home» es una canción de Stevie Wonder, lanzada en 1985 como el segundo sencillo de su vigésimo álbum de estudio, In Square Circle.  
En los Estados Unidos, la canción alcanzó el puesto 2 en la lista Billboard Hot Black Singles y el 10 en el Billboard Hot 100 y, hasta la fecha, es la última canción de Wonder en alcanzar el top 10 en el Hot 100. "Go Home" también encabezó la lista Hot Dance/Disco Club Play y la Billboard Adult Contemporary.  
Stevie interpretó esta canción ya en el episodio del 7 de mayo de 1983 de Saturday Night Live y dos años después en la 28ª edición de los Premios Grammy en Los Ángeles en febrero de 1986, en una jam de sintetizador de Rockit, She Blinded Me With Science, Go Home y What Is Love?  junto a Herbie Hancock, Thomas Dolby y Howard Jones. 
Al igual que "Part-Time Lover", la canción fue lanzada con una versión especial de 12", que demostró la capacidad de Wonder para reversar el sampleo.

## Posicionamiento en listas
| Lista (1985-86)                            | Máxima posición |
| ------------------------------------------ | --------------- |
| Australia (Kent Music Report)              | 92              |
| Bélgica (Flandes) (Ultratop 50)            | 25              |
| Canadá Top Singles (RPM)                   | 31              |
| Estados Unidos (Billboard Hot 100)         | 10              |
| Estados Unidos (Hot Black Singles)         | 2               |
| Estados Unidos (Adult Contemporary)        | 1               |
| Estados Unidos (Hot Dance/Disco Club Play) | 1               |
| Estados Unidos (Cash Box Top 100)          | 12              |
| Finlandia (The Official Finnish Charts)    | 16              |
| Reino Unido (UK Singles Chart)             | 67              |

## Músicos
- Stevie Wonder - voz, coros, sintetizadores, batería, vocoder
- Bob Malach - saxofón
- Larry Gittens - trompeta